# Vazamentos de óleo no Campo de Frade em 2011 e 2012
Em novembro de 2011, um vazamento de cerca de 3,7 mil barris de óleo ocorreu no Campo de Frade (Bacia de Campos, norte fluminense) durante perfuração de um poço de responsabilidade da petrolífera Chevron. Este vazamento corresponde a cerca de 96% de todo óleo vazado no Brasil no ano de 2011, de acordo com a Agência Nacional do Petróleo, Gás Natural e Biocombustíveis (ANP).
Poucos meses depois, em março de 2012, outro acidente foi identificado no Campo de Frade após identificação de uma mancha de óleo sobre o mar em sobrevoo realizado pela Marinha do Brasil.
À época dos acidentes, a Chevron participava de três projetos em águas profundas brasileiras, todos na Bacia de Campos. Porém, era operadora somente no Campo de Frade, onde detinha 51,7% de participação, junto com a Petrobras e a Frade Japão Petróleo Limitada (FJPL). O Campo de Frade está localizado a 108 quilômetros da costa do norte fluminense brasileiro, em lâmina d'água que varia entre 700 e 1500 metros de profundidade, e havia sido perfurado 62 vezes pela operadora.

## Vazamento em 2011
No dia 7 de novembro de 2011, a concessionária Chevron do Brasil Ltda. realizava perfuração de um poço de nome 9-FR-50DP-RJ, por meio da sonda semi-submersível SEDOC 706 (propriedade da empresa Transocean), a mesma responsável pelo grande vazamento ocorrido no golfo do México em 2010 (Deepwater Horizon). Durante a perfuração de um dos trechos superiores do reservatório, que estava sobrepressurizado devido a injeção de água na região, ocorreu um fenômeno denominado kick (produção de fluído do reservatório de forma inesperada durante a perfuração de um poço). Este foi considerado o evento iniciador do acidente e foi sucedido por um segundo evento chamado underground blowout, que é o fluxo de fluídos de uma zona para outra do campo de petróleo.
Assim, o fluido pressurizado do reservatório migrou para uma formação rochosa fraturada do campo, atingindo o leito marinho e transferindo óleo para o mar (processo também chamado de exsudação) no dia 7 de novembro. No dia seguinte do vazamento, a Petrobras comunicou a presença da mancha de óleo no mar entre os Campos de Frade e Roncador.
De acordo com a ANP, a empresa Chevron levou cerca de dois dias para reconhecer o vazamento, cuja mancha de óleo foi captada por imagens de satélite e foi estimada em 18 quilômetros de extensão e 163 quilômetros quadrados de área. O acidente só foi confirmado no dia 9 de novembro pela empresa após inspeções submarinas via Rov, apesar da ANP indicar que havia indícios da ocorrência do acidente. O vazamento é estimado em um total de 3,7 mil barris de óleo e, segundo a agência, aconteceu devido a falhas em procedimentos e avaliação de riscos da operadora durante a perfuração do poço. Também de acordo com a ANP, a Chrevon interpretou incorretamente os dados geológicos e fluidodinâmicos do campo, especialmente em relação à pressão da injeção de água na formação, levando a uma estimativa incorreta do modelo de pressão do reservatório, que possibilitou a ocorrência do kick. Além disso, a resposta ao acidente foi considerada inadequada pela agência nacional.
Apenas no dia 10 de novembro uma empresa especializada em controle de poços foi contatada pela Chevron, a Wild Well Control Inc., de modo que o vazamento só foi controlado no dia 13 de novembro, seis dias após o seu início.

## Vazamento em 2012
No dia 4 de março de 2012, durante rotina de sobrevoo relacionada ao monitoramento do vazamento ocorrido em 2011, foi verificada a presença de uma mancha de óleo no mar pela Concessionária Chevron do Brasil em região distinta do acidente do ano anterior. Assim, foi realizada avaliação da mancha de óleo e da direção da corrente marítima para identificar a região específica do novo vazamento ocorrido. Nos dia 12 e 13 de março, levantamentos realizados via ROV identificaram um conjunto de fraturas no leito marinho de cerca de 824 metros de extensão, contendo pontos de afloramento de óleo em uma região de 20m² ao redor de tais fraturas.
No dia 13 de março, portanto, a Chevron informou a ANP, o IBAMA e a Marinha do Brasil sobre o vazamento identificado. Neste mesmo dia, a empresa instalou cinco pequenos contentores de óleo, visando conter e coletar o óleo exsudado. A partir do dia 14 de março, não foram mais observadas manchas de óleo próximas ao local.
A petroleira solicitou então à ANP a interrupção de exploração do campo após o evento ocorrido, sendo este deferido pela agência em 16 de março. Porém, em julho do mesmo ano a empresa solicitou o retorno à exploração de óleo no Campo de Frade.
Os dados divulgados pelo relatório da ANP indicam que não houve qualquer correlação entre o evento de 2012 e o do ano anterior. Também de acordo com a agência, o vazamento de óleo ao mar naquela ocasião foi de 65 litros, sendo que foram coletados cerca de 6 m³ de petróleo desde março de 2012 até 2016.

## Consequências
Cerca de duas semanas após o vazamento ocorrido em novembro de 2011, o IBAMA determinou aplicação de uma multa de R$50 milhões à Chevron pelos danos causados no acidente.
No mês de dezembro, a Polícia Federal do Brasil instaurou um inquérito que indiciou 19 pessoas, incluindo o presidente da Chevron do Brasil na época (George Buck) por sonegação de informações a autoridades e crimes ambientais. O relatório indicou que o poço não poderia ter sido perfurado nas condições existentes e que a empresa assumiu o risco do desastre ambiental de forma deliberada. Assim, os executivos da empresa foram impedidos de sair do país na época. Já no dia 13 de dezembro, foi aberta uma ação civil pública pelo Ministério Público Federal (MPF) de Campos dos Goytacazes (norte fluminense) contra a Chevron e a Transocean, pedindo indenizações de R$20 bilhões referentes aos danos sociais e ambientais causados pelo acidente. O MPF também pediu à Justiça Federal que as atividades de ambas empresas fossem suspensas, sob pena de multa diária de R$500 milhões.
Uma semana após o novo vazamento ter sido detectado no mar em março de 2012, o MPF formaliza abertura de uma ação criminal contra a Chevron, Transocean e 17 de seus executivos, referente aos cerca de 3,7 mil barris de óleo vazados em novembro de 2011. A denúncia pedia que os bens dos denunciados fossem confiscados, assim como o pagamento de fiança de R$ 1 milhão para cada um dos acusados e de R$ 10 milhões para cada empresa. Além disso, a ação previa acusação de crime ambiental, falsidade ideológica e dano ao patrimônio público para o presidente da Chevron no Brasil, George Buck, e outros três funcionários da empresa.
Um mês depois do acidente de 2012, o MPF de Campos dos Goytacazes entra com novo ação civil pública contra a Chevron e Transocean, pedindo novamente indenizações de R$20 bilhões referentes aos danos sociais e ambientais causados pelo vazamento de óleo daquele ano. Novamente também, o Ministério Público solicitou a suspensão imediata da atuação de ambas as empresas no país. Naquele momento, a soma das indenizações solicitadas pelas ações civis abertas contra as empresas chegou ao montante de R$40 bilhões. Ambas as ações civis públicas, assim como a ação criminal, tiveram seu julgamento transferido para o município do Rio de Janeiro, após declínio da Justiça Federal em julgar os casos na cidade de Campos dos Goytacazes.
Em agosto de 2012, o Tribunal Regional Federal (TRF) decide acatar o pedido do MPF e suspender as operações da Chevron e da Transocean no Brasil. A ANP entra com recurso no Superior Tribunal de Justiça (STJ) após este mesmo tribunal manter a decisão do TRF no mês seguinte. Essa suspensão possuiria efeitos negativos para a Petrobras, já que ela se utiliza de sondas de posse da empresa Transocean.
Também em setembro, a empresa Chrevon realizou pagamento de R$35,1 milhões à ANP (com desconto de 30% por fazer pagamento à vista), sem interpor recursos, referente a 24 de 25 irregularidades identificadas pela ANP durante processo administrativo em relação ao vazamento de novembro de 2011.
No dia 1º de outubro de 2013 foi homologado o Termo de Ajuste de Conduta (TAC) entre a Chevron Brasil, Chevron Latin America, a Transocean Brasil e o Ministério Público Federal, referente aos vazamentos de óleo em 2011 e 2012. Este termo extinguiu as duas ações civis públicas movidas pelo MPF contra as companhias, mas não a ação criminal movida também pelo MPF, a qual teve suas acusações rejeitadas pela Justiça Federal em fevereiro de 2013 e teve a decisão recorrida pelo MPF. O TAC previu que além do cumprimento das medidas estabelecidas pelo IBAMA e ANP, a Chevron empenhe mais de R$ 95 milhões em medidas ambientais compensatórias pelos vazamentos de óleo.

## Repercussão
Após o primeiro vazamento de óleo, o então secretário de Meio Ambiente do estado Rio de Janeiro, Carlos Minc, determinou que fosse realizada auditoria na empresas Chevron e na Transocean, além de ingressar com ação civil pública em valor que pode chegar a R$ 100 milhões, devido aos danos a bens difusos, à biodiversidade marinha e ao ecossistema costeiro.
O Ministério Público Federal, representado pelo procurador Eduardo Oliveira (o que ajuizou as duas ações civis públicas contra as empresas), classificou os eventos acidentais como uma catástrofe, já que as empresas não foram capazes de lidar com o derramamento ocorrido de forma efetiva. Já a Chevron e a Petrobras, que possuía 30% de participação no Campo de Frade, classificaram como "ultrajantes" e "desproporcionais" as indenizações solicitadas nas ações civis públicas feitas pelo MPF.